# Strepsicerotini
Strepsicerotini là một tông gồm các loài linh dương to lớn ở châu Phi.

## Phân họ
- Họ Bovidae
  - Phân họ Bovinae
    - Bộ Strepsicerotini
      - Chi Tragelaphus
        - Tragelaphus spekeii
        - Tragelaphus angasii
        - Tragelaphus sylvaticus
        - Tragelaphus scriptus
        - Tragelaphus buxtoni
        - Tragelaphus imberbis
        - Tragelaphus strepsiceros
        - Tragelaphus eurycerus

      - Chi Taurotragus
        - Taurotragus oryx
        - Taurotragus derbianus

Các phân chia khác:
- Họ Bovidae
  - Phân họ Bovinae
    - Bộ Strepsicerotini
      - Chi Ammelaphus
        - Kudu nhỏ

      - Chi Nyala
        - Nyala - Linh dương bò lam

      - Chi Strepsiceros
        - Kudu lớn

      - Chi Taurotragus
        - Eland thông thường và lớn

      - Chi Tragelaphus
        - Sitatungas, Linh dương Bongo, Bushbucks, Linh dương núi Nyala